# Porpetto
Porpetto is een gemeente in de Italiaanse provincie Udine (regio Friuli-Venezia Giulia) en telt 2717 inwoners (31-12-2004). De oppervlakte bedraagt 19,7 km², de bevolkingsdichtheid is 141 inwoners per km².
De volgende frazioni maken deel uit van de gemeente: Castello, Corgnolo, Pampaluna.

## Demografie
Porpetto telt ongeveer 1004 huishoudens. Het aantal inwoners steeg in de periode 1991-2001 met 0,7% volgens cijfers uit de tienjaarlijkse volkstellingen van ISTAT.
| Jaar | Inwoneraantal |
| ---- | ------------- |
| 1991 | 2665          |
| 2001 | 2683          |

## Geografie
De gemeente ligt op ongeveer 10 m boven zeeniveau.
Porpetto grenst aan de volgende gemeenten: Castions di Strada, Gonars, San Giorgio di Nogaro, Torviscosa.

## Geboren
- Gianfranco Bonera (1945), motorcoureur